# Hans Kubaschewski
Hans Wilhelm Kubaschewski (* 21. Mai 1907 in Berlin; † November 1961 in Carabbia) war ein deutscher Filmkaufmann.

## Werdegang

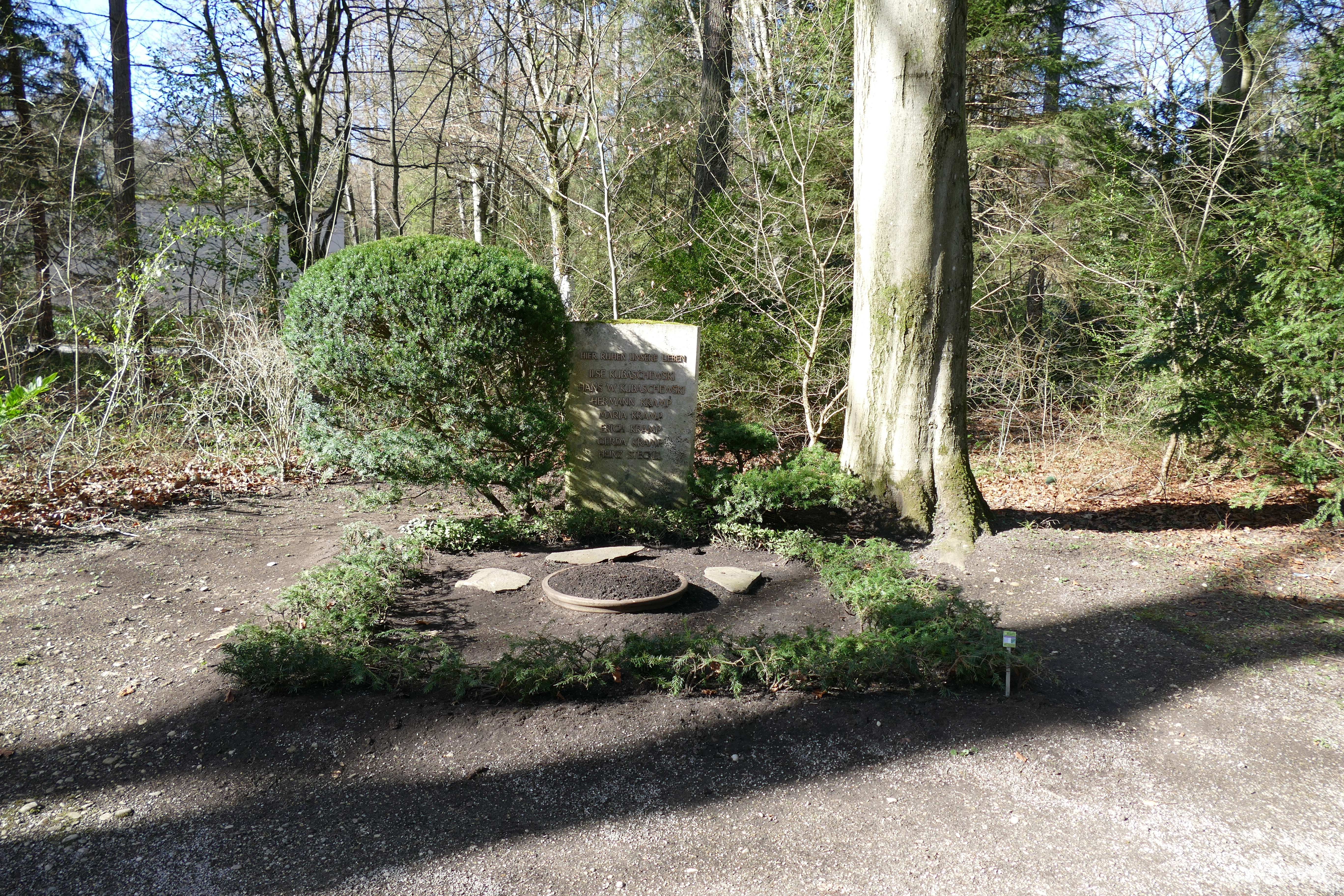
Grab von Ilse und Hans Kubaschewski auf dem Münchner Waldfriedhof

Hans Kubaschewski war bis 1945 Angestellter der Deutsche Film Vertriebs GmbH in Berlin, einer Gesellschaft der UFA. Im Nachkriegsdeutschland wurde er 1945 in München Berater der Amerikanischen Militärregierung. US-Sergeant Walter Klinger (1912–2003) nahm ihn in den Amerikanischen Film Verleih auf, der später in Allgemeiner Filmverleih umbenannt wurde. Dadurch konnte er unter anderem die Alliierten davon überzeugen, seiner Frau Ilse, die eine der ersten Verleiherlizenzen nach dem Krieg bekam, die Verleihrechte an elf UFA-Erfolgsfilmen aus der NS-Zeit (vor allem mit Zarah Leander und Marika Rökk) zu überlassen, die selbst nach dem Krieg noch mehr einspielten als amerikanische oder französische Neuimporte.
Von 1950 bis 1959 war Kubaschewski Direktor von Warner Brothers in Deutschland. In dieser Eigenschaft war er unter anderem verantwortlich für die deutsche Synchronisation des Filmes Casablanca, der in einer gekürzten Version 1952 in die deutschen Kinos gelangte. In dieser Fassung wurde der „Major Strasser“ (gespielt von Conrad Veidt) herausgeschnitten und aus dem Widerstandskämpfer „Victor László“ wurde der Strahlenforscher „Viktor Larsen“. Der Filmkritiker Kurt Joachim Fischer hat damals in einem Leserbrief an Die Neue Zeitung auf die „Verstümmelung“ des Filmes Casablanca hingewiesen. Erst 1975 gab es eine vollständige deutsche Synchronisation.
1959 wechselte Kubaschewski als Vorstandsmitglied zur Bavaria Filmgesellschaft, wo er zeitweilig alleiniger Vorstand war.
Kubaschewski litt durch eine Erkrankung an einer Sprachlähmung und starb im Alter von 54 Jahren. Beigesetzt wurde er auf dem Münchner Waldfriedhof (Grabstelle: 3-W-2).

## Privates
Kubaschewski war seit 1938 mit der Filmunternehmerin Ilse Kubaschewski, geb. Kramp verheiratet. Sie ist in derselben Grabstelle beigesetzt.